# Comuna Chiselițeni, Putila
Chiselițeni (în ucraineană Киселиці, transliterat: Kîselîți) este o comună în raionul Putila, regiunea Cernăuți, Ucraina, formată din satele Chiselițeni (reședința), Hrobișce, Ploșci, Poleachivsche și Sokolii.

## Demografie
Componența lingvistică a comunei Chiselițeni
     Ucraineană (99,8%)
     Alte limbi (0,2%)
Conform recensământului din 2001, majoritatea populației comunei Chiselițeni era vorbitoare de ucraineană (99,8%), existând în minoritate și vorbitori de alte limbi.